# Manuel Alberto Claro
Manuel Alberto Claro (Santiago de Chile, 3 de abril de 1970) es un director de fotografía, cineasta y fotógrafo chileno-danés. Ha ganado numerosos premios, incluidos dos premios Robert, un premio Bodil, un premio de cine europeo y una Caméra d'Or .

## Vida y carrera
Manuel Alberto Claro nació en Santiago, Chile en 1970. En 1974,  se trasladó a Dinamarca y desde entonces vive en Copenhague.
Se graduó como fotógrafo en el Istituto Europeo di Design de Milán en 1994 y luego trabajó como fotógrafo asistente en Milán, Nueva York y Copenhague antes de matricularse en la Escuela Nacional de Cine de Dinamarca en 1997, donde se graduó en 2001.
Desde 2001 ha rodado varios largometrajes, entre ellos Reconstrucción, que ganó la Camera d'Or en Cannes 2003 y el Bronze Frog en Camerimage 2004. Dark Horse que se estrenó en Un Certain Regard en Cannes 2005. Allegro, que se estrenó en el Festival de Cine de Venecia 2005 y por el que ganó los premios Robert y Bodil 2006 a la mejor fotografía. Ha sido colaborador frecuente del director Lars von Trier en Melancholia, Nymphomaniac y The House that Jack Built .
También trabaja en comerciales para empresas como IKEA, Nokia y Volkswagen, y en videos musicales para empresas como FKA Twigs, Paloma Faith y Rhye. Es miembro activo de la Sociedad Danesa de Cinematógrafos.

## Filmografía

### Largometrajes
- Zakka West (2003)
- Reconstruction (2003)
- Scratch (2003)
- Lille far (2004)
- Silkevejen (film)  (2004)
- Dark Horse (2005)
- Allegro (2005)
- Weapons (2007)
- Tempelriddernes skat II (2007)
- Tempelriddernes skat III (2008)
- Alt er relativt (2008)
- The Candidate (2008)
- Everything Will Be Fine (2010)
- Melancholia (2011)
- Nymph()maniac (2013)
- Top Five (2014)
- The Untamed (2016)
- The House That Jack Built (2018)

### Cortometrajes
- Ansiedad (2001)
- Visiones de Europa (2004, segmento "Europa no existe")

## Premios
- 2003: Placa de Oro para la Reconstrucción, Festival Internacional de Cine de Chicago
- 2004: Rana de bronce para la reconstrucción, Camerimage
- 2006: Robert para Allegro
- 2006: Premio Bodil al mejor director de fotografía por Allegro y Dark Horse
- 2010: Premio Bodil al mejor director de fotografía por Antichrist
- 2011: Premio de Cine Europeo
- 2012: Premio Bodil al mejor director de fotografía por Melancholia